# Pristurus adrarensis
Pristurus adrarensis är en ödleart som beskrevs av  Geniez och ARNOLD 2006. Pristurus adrarensis ingår i släktet Pristurus och familjen geckoödlor. Inga underarter finns listade i Catalogue of Life.